# 福徳学院高等学校
福徳学院高等学校（ふくとくがくいんこうとうがっこう）は、大分県大分市永興にある私立高等学校。設置者は学校法人城南学園。旧校名は城南高等学校（じょうなんこうとうがっこう）。

## 沿革
- 1927年（昭和2年） - 城南女学校として開校。
- 1941年（昭和16年）2月 - 実科高等女学校となる。
- 1948年（昭和23年）5月 - 学制改革に伴い城南高等学校となる。
- 1951年（昭和26年）3月 - 学校法人城南学園認可。
- 1966年（昭和41年）3月 - 新校舎落成、現在地に移転。
- 2001年（平成13年）4月 - 男女共学となり、福徳学院高等学校に校名変更。

## 設置学科
- 普通科
  - スポーツ強化コース
  - ITライセンスコース
- 健康調理科
  - 健康進学コース
  - 調理コース
- トータルビューティ科
- こども教育科

## 交通
- JR九州久大本線 南大分駅 徒歩3分
- 大分バス 福徳学院高校前停留所 下車すぐ